# Robert Coulondre
Pour les articles homonymes, voir Coulondre.
Robert Coulondre, né le 11 septembre 1885 à Nîmes et mort le 6 mars 1959 à Paris est un diplomate français. Il est ambassadeur de France en Union soviétique d’octobre 1936 à octobre 1938 et, de ce fait, l’un des rares témoins occidentaux des grands procès staliniens de 1937-1938. En octobre 1938, il est nommé ambassadeur de France en Allemagne. Il y reste jusqu’en septembre 1939 et c’est lui qui remet la « déclaration de guerre » à Joachim von Ribbentrop.

## Biographie

### Les années de jeunesse
D’une famille de la bourgeoisie protestante languedocienne, Robert Coulondre est le fils de l'homme politique Gaston Coulondre.
Il est titulaire d’une licence de droit, d’un diplôme de langue chinoise à l’Institut des langues orientales et diplômé de l’Institut des sciences politiques.

### Carrière diplomatique
Il intègre le Quai d'Orsay comme stagiaire en 1909 : d’abord élève-consul à Londres, il est recruté formellement par le ministère des Affaires Etrangères comme attaché en 1911. Au début de 1912, il est nommé consul suppléant à Beyrouth, peu avant l’arrivée de François Georges-Picot, lui-même nommé consul général dans cette ville dans le courant de la même année. Coulondre devient alors l’un des proches collaborateurs de ce diplomate, dont il accompagne l’action au Moyen-Orient jusqu’à la fin de la Première Guerre mondiale.
Au déclenchement de la guerre, Coulondre est incorporé comme lieutenant au 117e régiment d’infanterie où il bénéficie d’une citation de son régiment pour un acte de bravoure le 13 septembre 1914, acte qui lui vaut la croix de guerre, puis la Légion d’honneur à titre militaire. En novembre 1915, il est muté dans l’armée d’Orient en partance pour Salonique, mais, en réalité, Georges-Picot l’a fait revenir vers lui pour prendre en charge diverses missions non officielles. Coulondre est agent de liaison auprès de l’Arab’s Bureau du Caire en 1916, il participe ensuite à la création de la Légion d’Orient et fait enfin partie avec Louis Massignon et Charles Maugras de la mission Sykes-Picot en 1917-1918. Cette mission secrète met en place sur le terrain les bases de l’accord Sykes-Picot. Signé à Londres en mai 1916, il délimite le partage des zones d’influence au Moyen-Orient. Dans les télégrammes de Coulondre datant de cette époque figure un certain colonel Lawrence (Laurence d’Arabie), que Coulondre considère comme un dangereux trublion mettant en péril la mise en œuvre de l’accord franco-britannique,.
Après son mariage avec Pauline Meyer en mai 1919, Coulondre est nommé consul à Rabat au Maroc sous l’autorité du maréchal Lyautey et revient à Paris fin 1920 à la Sous-Direction des Relations Commerciales du Quai d’Orsay, dont il prend la direction en juillet 1927.
De 1927 à la fin de février 1933, Coulondre est le chef cette Sous-Direction des Relations Commerciales, puis Directeur adjoint des Affaires Politiques et Commerciales au Ministère des Affaires étrangères. Il est nommé commandeur de la Légion d’Honneur en février 1935. Il fait alors partie de ce que l’historien Jean-Baptiste Duroselle appelle le groupe protestant du Quai d’Orsay, dont les autres figures éminentes sont Paul Bargeton, René Massigli, Albert Kammerer, Victor de Lacroix et précédemment Jacques Seydoux de Clausonne. Ce groupe défend fortement les valeurs républicaines ainsi qu’un ordre international basé sur le droit, la Sociéé des Nations et la résolution négociée des conflits. Dès 1933 et surtout à partir de 1936, ce groupe est critique vis-à-vis de la politique d’apaisement envers l’Allemagne.
Au Quai d’Orsay, Coulondre a notamment étudié les dossiers soviétiques et allemands et accompagne ainsi Pierre Laval, alors président du Conseil, lors de sa visite à Berlin en 1931 sur fond de crise économique due à l’effondrement des banques d’Europe centrale.

### Ambassadeur à Moscou
Robert Coulondre est nommé ambassadeur de France à Moscou début octobre 1936 sous le premier gouvernement du Front populaire, dirigé par Léon Blum.
Il est le premier ambassadeur à être nommé à Moscou par la France depuis la Révolution russe, seul un chargé d’affaires y représentait la France jusque-là. Être ambassadeur est à l’époque une position de prestige réservée à un petit nombre de représentants de la France.
Toutefois, cette nomination est aussi le reflet des ambiguïtés du gouvernement français vis-à-vis de l'Union soviétique :
- La France et l'Union soviétique ont signé en 1935 un pacte d’assistance mutuelle dans lequel les deux pays s’engagent à se prêter immédiatement aide et assistance en cas d’agression non provoquée sous réserve de conformité avec le pacte de la SDN. Ce traité, signé côté français par Pierre Laval ministre des affaires étrangères, puis ratifié par la Chambre des députés fin février 1936, est cependant un chef-d’œuvre de galimatias[10]. Le nouveau ministre des Affaires étrangères, Yvon Delbos, auprès de qui Coulondre prend ses premières directives, exprime le plus grand pessimisme envers ce pacte en demandant quelle serait l'aide soviétique si la guerre éclatait, et par quels itinéraires une aide militaire pourrait être obtenue[11]. Coulondre part donc pour Moscou avec la mission de voir s’il est possible de donner un sens à cet accord. Cet objectif correspond d’ailleurs à deux idées auxquelles Robert Coulondre croit fermement : l’Allemagne nazie doit être arrêtée, et seule une alliance étroite entre les puissances occidentales et l'URSS permettra cet endiguement[11].

- Moscou est accusé d’ingérence dans les affaires intérieures françaises via l’influence du Komintern sur le Parti communiste français. Pour de larges secteurs de l’opinion de droite et du centre, l'Union soviétique est considérée comme responsable à la fois des tensions sociales internes françaises et de la guerre civile « rouge » en Espagne. L’Espagne républicaine est communément perçue comme une tête de pont pour l’invasion révolutionnaire de la France. Au cours de l’été 1936, le congrès du Parti radical-socialiste, membre important du Front populaire, adopte une résolution très ferme contre l’intervention soviétique dans les affaires intérieures françaises[11].

En 1936, Coulondre, dès son premier entretien avec Maxime Litvinov, le Commissaire aux affaires étrangères soviétique, joue carte sur table : « Je suis venu ici sans aucune prévention contre la Russie des Soviets, mais sans préjugé favorable non plus. Je suis, par contre, un partisan convaincu du pacte d’assistance parce que je le crois un des éléments nécessaires à la sauvegarde d’une paix à laquelle nos deux pays sont également attachés. Eh bien, je viens vous dire que si les choses continuent à aller à ce train, il n’y aura plus de pacte d’assistance. L’opinion publique française est excédée de l’ingérence du Komintern dans les affaires intérieures de la France ». Les Soviétiques se défendent en prétendant n’avoir aucune influence sur le Komintern et rétorquent que la France ne joue pas le jeu du pacte en bloquant toute livraison de matériel militaire. Le travail de Coulondre à Moscou bute pendant les deux ans de sa mission à Moscou sur la fracture exposée ci-dessus.
Contrairement à la majorité de la classe politique française, Coulondre analyse les procès staliniens de 1937-38 comme une crise de croissance de l'URSS et non comme un affaiblissement même s’il pointe qu’à court terme, l’état-major de l’Armée rouge est décapité. Dans ses mémoires, De Staline à Hitler, Coulondre raconte avoir assisté en personne aux procès de janvier 1937 et de mars 1938 : les accusés « font leurs aveux sur un ton monocorde (..) animés par une sorte d'automatisme (..) tous ont un repentir immense (..) Il résulte pour moi jusqu'à l'évidence qu'ils récitent une leçon apprise (...) Il est probable qu'on n'a fait figurer dans les procès que ceux que l'on a pu amener à signer et à accepter de refaire en public une déclaration satisfaisante » !
À partir de l’Anschluss en février 1938, tous les regards se tournent vers la Tchécoslovaquie. Des obstacles géopolitiques et logistiques empêchent néanmoins l’Armée rouge d’intervenir en soutien à la Tchécoslovaquie, une telle intervention nécessitant un transit via la Pologne ou via la Roumanie. En avril 1938, Coulondre pousse à la négociation d’un droit de passage de l’Armée rouge par la Roumanie en échange d’une reconnaissance soviétique de la souveraineté roumaine sur la Bessarabie, mais cette option n’aboutit pas.
Dans les jours qui suivent le résultat désastreux des accords de Munich, Coulondre et son attaché militaire le colonel Auguste Antoine Palasse, essaient de faire passer le message qu'un rapprochement entre l'Allemagne et l'Union soviétique est fort possible en cas de poursuite d'une « politique d'apaisement » au détriment d’une alliance franco-soviétique. Coulondre cite le commissaire aux affaires étrangères, Vladimir Potemkine, qui lui dit le 4 octobre 1938 : « Mon pauvre ami, qu’avez-vous fait ? Pour nous je ne vois plus d’autre issue qu’un quatrième partage de la Pologne ». Coulondre réitère cette hypothèse d’un futur accord germano-soviétique pour se partager la Pologne dans le compte-rendu qu’il fait après sa visite d’adieu à Litvinov le 18 octobre 1938.
La vision prémonitoire de Coulondre quant à l’anéantissement de la Tchécoslovaquie et au quatrième partage de la Pologne a été saluée par certains historiens français, qui le créditent d’un « solide bon sens ». Certains auteurs américains vont plus loin en le qualifiant de « diplomate déterminé et lucide », contrastant avec « le monde des faiseurs de politique étrangère myopes et abasourdis des dernières années d’avant-guerre ».
De façon plus anecdotique, c’est Coulondre qui obtient du gouvernement soviétique la mise à disposition du palais Igoumnov et des terrains attenants pour l’ambassade de France à Moscou.

### Ambassadeur à Berlin

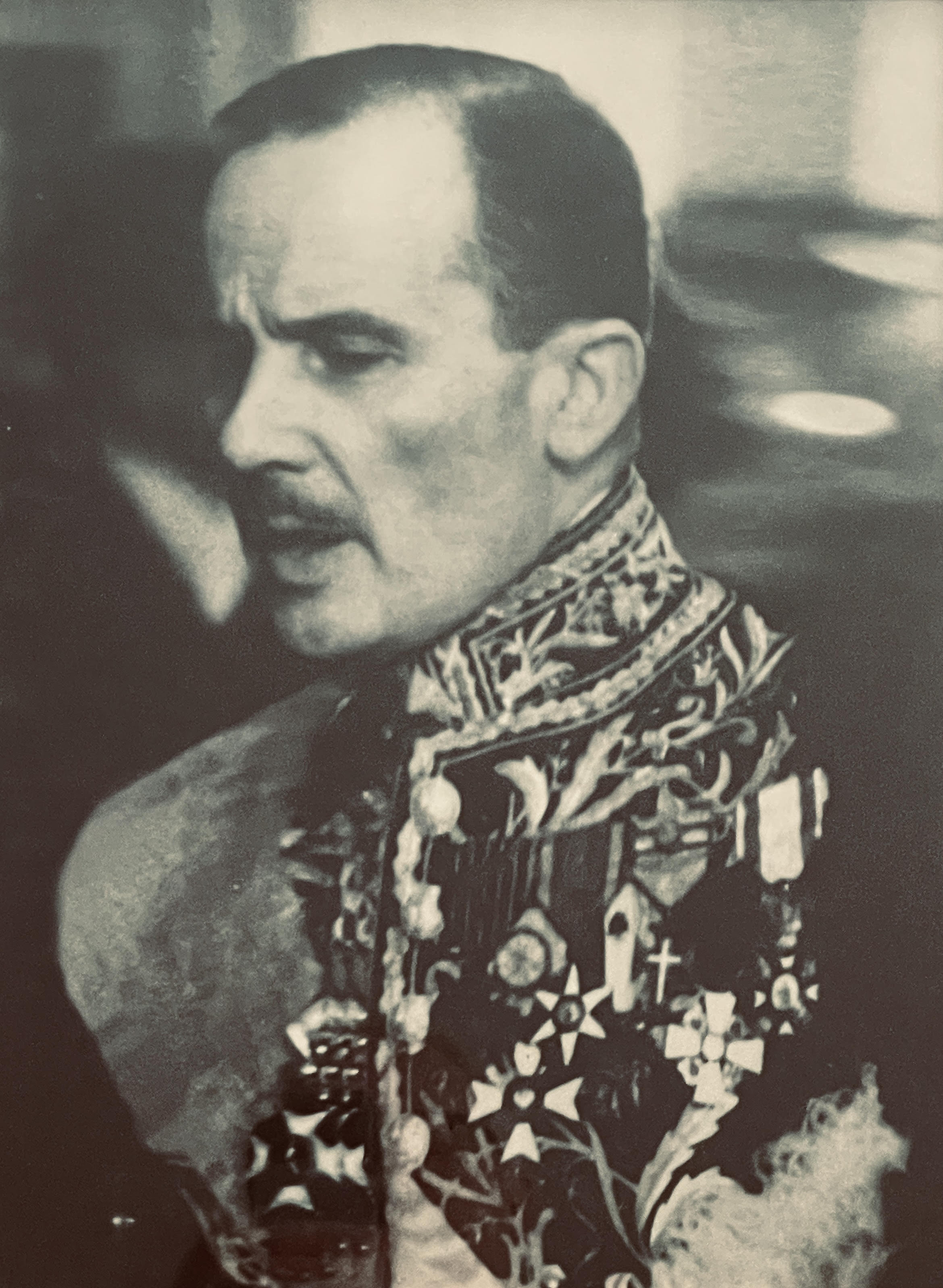

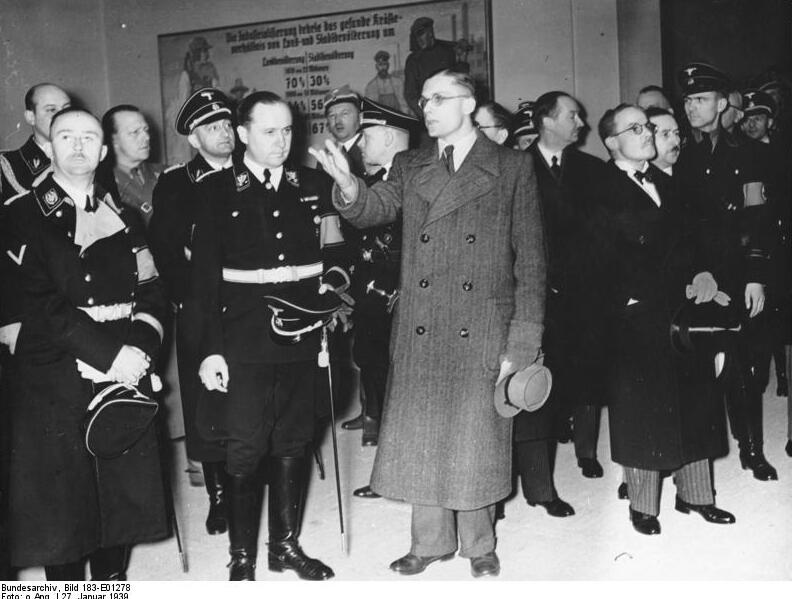
Heinrich Himmler, Richard Walther Darré, Wolf Heinrich von Graf Helldorff, Robert Coulondre, en 1939.

Robert Coulondre est nommé ambassadeur à Berlin en octobre 1938, après les accords de Munich, en remplacement d'André François-Poncet, lequel est nommé à Rome pour perturber l'alliance germano-italienne. Remplacer François-Poncet, l’ambassadeur de France à Berlin en place depuis 1931, par Coulondre, un diplomate connu pour son opposition ferme aux accommodements avec l’Allemagne nazie, est pour le chef du gouvernement français, Édouard Daladier, une façon d’équilibrer la position de son ministre des affaires étrangères, Georges Bonnet, qu'il juge trop favorable à l'apaisement avec l’Allemagne.
Coulondre reçoit des instructions, comme Daladier et Bonnet, consistant à tirer parti du climat de détente qui doit résulter de la signature des accords de Munich pour tenter une réconciliation. Il a aussi pour mission d’obtenir plus de garantie de la part de l’Allemagne vis-à-vis du renoncement à toute nouvelle revendication territoriale, notamment quant au territoire français de l'Alsace-Lorraine. Dans la foulée de François-Poncet, Coulondre s’y attache consciencieusement. Cet effort aboutit à la déclaration commune Ribbentrop-Bonnet, signée le 6 décembre 1938, qui exprime une volonté de collaboration pacifique. Ce texte stipule : « Les deux gouvernements constatent qu’entre leur pays aucune question d’ordre territorial ne reste en suspens et ils reconnaissent solennellement comme définitive la frontière entre leurs deux pays telle qu’elle est tracée. [Ils] sont résolus, sous réserve de leurs relations particulières avec des Puissances tierces, à demeurer en contact sur toutes les questions intéressant leurs deux pays ».
Cependant, dès la dépêche suivante, adressée à son ministre de tutelle le 15 décembre, Coulondre alerte sur les intentions réelles de l'Allemagne : « Le peuple allemand, pacifique dans son ensemble, voit dans le rapprochement des deux pays un gage de paix (…). Quant au ‘Parti’, il est clair qu’il a voulu l’accord avec la France pour se couvrir à l’Ouest en prévision d’entreprises dans d’autres directions. La volonté d’expansion à l’Est me parait en effet tout aussi certaine de la part du 3e Reich que sa renonciation, au moins actuelle, à toute conquête à l’ouest. La première partie du programme de M. Hitler – intégration du Deutschtum dans le Reich – est exécutée dans son ensemble ; c’est maintenant l’heure du Lebensraum qui sonne ». Coulondre détaille ensuite les objectifs probables allemands, pays par pays : Tchécoslovaquie, Pologne, Hongrie, Ukraine.
Le sort des populations juives n’a pas échappé non plus à l’œil de Coulondre, qui rejoint son poste à Berlin juste après la Nuit de Cristal du 9 novembre 1938. Il écrit à ce propos : « Le traitement infligé en Allemagne aux juifs que les nazis entendent extirper complètement comme des bêtes malveillantes éclaire toute la distance qui sépare la conception hitlérienne du monde du patrimoine spirituel des nations démocratiques ».
Le sort de ce qu’il reste de la Tchécoslovaquie ne tarde pas à dépasser les prévisions pourtant alarmistes de Coulondre. En réponse à une réitération par la France de la question de la garantie donnée à la Tchécoslovaquie au titre des accords de Munich, Coulondre reçoit une note allemande le 2 mars 1939, qui dit en substance que « les Puissances occidentales [France et Royaume-Uni] n’ont plus aucun droit de regard en Europe Centrale ». Coulondre ne peut qu’assister impuissant à la disparition pure et simple de l’Etat tchèque quand ses dirigeants sont convoqués à Berlin et signent sous la menace, le 15 mars 1939 au petit matin, un acte de soumission totale. Le lendemain, Coulondre écrit à son ministre de tutelle une analyse lucide de la méthode hitlérienne qui marie « cynisme et perfidie dans la conception, secret dans la préparation et brutalité dans l’exécution ». « L’Allemagne [..] a déchiré les accords de Munich prouvant à nouveau que sa politique ne connaissait qu’un principe directeur : épier l’occasion favorable et saisir tout butin à portée de sa main. C’est, à peu de chose près, la morale commune aux gangsters et aux habitants de la jungle ». Coulondre poursuit et conclut ainsi : « La sécurité nationale aussi bien que la paix mondiale exigent donc du peuple français un immense effort de discipline et d’organisation de toutes les énergies du pays, qui, seul, permettra à la France appuyée par ses amis, de défendre ses intérêts en face d’un adversaire aussi redoutable que l’Allemagne d’Adolf Hitler, désormais lancé à la conquête de l’Europe ».
Dans ses mémoires, De Staline à Hitler, Coulondre considère qu’à partir de cette date, sa mission d’ambassadeur a perdu la valeur positive qu’on lui avait attribuée lors de sa nomination et qu’il reste à Berlin simplement comme un guetteur dans un poste avancé.
Lorsque s’ouvre la crise de Dantzig, Coulondre, après avoir décrit la tournée incendiaire de Joseph Goebbels, envoie le 22 juin 1939 à son gouvernement un compte-rendu et recommande la fermeté : « La plupart des diplomates accrédités à Berlin recherchent quelle pourrait être la solution de compromis et s’inquiètent de ne pas l’apercevoir. Ils s’enferment dans une sorte de contradiction car, du moment où l’on admet, et ils l’admettent, le caractère illimité des exigences de l’Allemagne nationale-socialiste, il n’y a pour le moment aucun espoir d’en finir en réglant la question de Dantzig, et par conséquent aucun avantage à se compromettre sur ce sujet (..) M. Hitler s’est engagé dans l’affaire de Dantzig mais il n’a pas encore personnellement coupé les ponts (..) C’est pourquoi je demeure convaincu qu’il importe, aujourd’hui plus encore qu’hier, de s’abstenir de toute initiative, de toute attitude qui puisse être interprétée ici comme un mollissement de la volonté des Alliés d’opposer la force à la force ».
Le pacte germano-soviétique est signé le 23 août. Adolf Hitler convoque Coulondre le 25 août pour lui remettre un message à Daladier visant à dissuader la France d’intervenir si l’Allemagne « devait répondre par la force à de nouvelles provocations polonaises ». Coulondre répond : « Si vous attaquez la Pologne, la France, avec toutes ses forces, se battra aux côtés de ses alliés ». La réponse de Daladier, réaffirmant la position française et cherchant à ménager une ultime porte de sortie avec des arguments sentimentaux évoquant les sangs français et allemands qui couleront en cas de guerre, est transmise par Coulondre le 27 août. C'est en vain, la réponse de Hitler étant une fin de non-recevoir et affirmant son exigence : « Dantzig et le corridor doivent revenir à l’Allemagne ».
Une ultime proposition britannique le 28 août cherche à ménager des discussions germano-polonaises directes. L’Allemagne décline, mais Coulondre envoie une lettre par porteur directement à Daladier pour l’encourager à la fermeté, à charge pour lui de communiquer cette note au ministre des affaires étrangères, Bonnet, et au secrétaire général du Quai d’Orsay, Alexis Léger : « Depuis cinq jours, M. Hitler se montre hésitant (...) Il n’est que de continuer à tenir, tenir, tenir ». À l’appui de cette affirmation, Coulondre se fait l’écho de rumeurs sur des divergences au sein du Parti nazi, sur de la grogne au sein de la population et sur la volte-face de l’armée allemande après une première incursion en Pologne le 26 août. Cette lettre sera remise le 31 août à  Daladier, qui la lit en conseil des ministres pour convaincre son cabinet de tenir bon. Cet optimisme fait long feu. L’initiative d’avoir écrit cette lettre sera ultérieurement reprochée par certains au diplomate Coulondre.
Le 1er septembre, l’armée allemande envahit la Pologne. La France et le Royaume-Uni mobilisent et adressent un ultimatum à l’Allemagne pour qu’elle retire immédiatement ses troupes. Lors de son ultime entrevue avec Ribbentrop, qui lui confirme que l’Allemagne rejette l’ultimatum franco-britannique, Coulondre annonce « qu’à partir d’aujourd’hui, 3 septembre à 17 heures, le gouvernement français se trouvera dans l’obligation de remplir ses engagements [vis-à-vis de la Pologne] ».
Ribbentrop rétorque : « Eh bien, cette fois ce sera la France qui sera l’agresseur ». Coulondre répond : « L’Histoire en jugera ».

### Vie publique après la déclaration de guerre
Coulondre est chef de cabinet du président du Conseil, Daladier, du 10 janvier au 23 mars 1940. En avril 1940, il participe à une mission diplomatique à Stockholm visant à arrêter les livraisons de fer de la Suède à l’Allemagne. Il est ensuite nommé ambassadeur de France à Berne en mai 1940.
C’est depuis la Suisse qu’il assiste à la débâcle de l’armée française. Le 21 juin, il note dans son Carnet 1940 : « Depuis 15 jours je me réveille chaque matin pour rentrer dans le cauchemar. Nous sommes vaincus. C’est certain. Mais sauvons l’honneur ! Pourquoi aller chercher les conditions d’armistice ? Nous serons sûrement occupés. Alors ! Pour la France la situation est la même que si on continue la lutte, mais partons aux côtés des anglo-saxons avec notre flotte, les débris de notre armée qui peut aller en Afrique du Nord ou en Angleterre, notre aviation. Il n’y a que des inconvénients à capituler. Aucun avantage ».
A Berne, Coulondre s’occupe principalement de l’aide aux réfugiés français en Suisse. Le 29 septembre 1940, il reçoit un télégramme de son ministre de tutelle, qui lui annonce qu’il est mis fin à sa mission et le prie de demander l’agrément de la Suisse pour son remplaçant, M. de la Baume. Il rentre en France et peu après est mis en disponibilité d’office par le gouvernement de Vichy.
Le 2 mai 1941, Coulondre est appelé à témoigner dans le cadre de la préparation du procès de Riom, le magistrat souhaitant instruire la responsabilité de Daladier dans la déclaration de guerre. Toutefois, son témoignage n’est pas retenu. Du coup, il n’est pas cité lors du procès de 1942.
En 1945, il est approché par l’entourage du général de Gaulle et nommé à la Commission des réparations avec l’Allemagne, poste qu’il accepte mais qu’il n’occupe pas pour raisons médicales. Il ne reprend aucune autre fonction publique après-guerre.
En 1950, Coulondre publie ses mémoires : De Staline à Hitler : souvenirs de deux ambassades : 1936-1939.
Il meurt le 6 mars 1959 à Paris et est enterré au cimetière du Rayol-Canadel-sur-Mer (Var).